# Chamelot-Delvigne
Il Chamelot-Delvigne è una rivoltella a doppia azione franco-belga, adottata anche dalle forze armate del Regno d'Italia.

## Storia
L'arma era stata progettata nel 1871 dallo svizzero J. Chamelot e dal francese Henri-Gustave Delvigne, che avevano poi ceduto il brevetto alla fabrica d'armi belga "Pirlot Frères" di Liegi. Il primo utente governativo fu la Svizzera, che nel 1872 adotta il revolver camerato per la cartuccia a percussione anulare 10,4 mm annulaire Suisse. L'arma, prodotta dalla "Pirlot", viene denominata ufficialmente Revolver d'ordonnance modèle 1872 e verrà seguita dalla modèle 1872/78, camerata per la cartuccia percussione centrale 10,4 mm central Suisse e prodotta dalla "Waffenfabrik Bern".
Il grande successo verrà l'anno seguente con l'acquisizione da parte della Francia. La prima versione Revolver réglementaire modèle 1873 Chamelot-Delvigne per sottufficiali e truppa di cavalleria e conosciuta semplicemente come Chamelot Delvigne Mle 1873, fu prodotta dalla Manufacture d'armes de Saint-Étienne (MAS) in 337.000 esemplari, mentre la versione successiva Chamelot Delvigne Mle 1874 per ufficiali fu prodotta in 35.084 pezzi.
Le forze armate francesi ancora nella seconda metà del XIX secolo non contemplavano l'uso di armi corte sul campo di battaglia, soprattutto per la cavalleria per la quale riteneva fosse ancora la sciabola l'arma principe. La sconfitta ad opera dei prussiani velocizzò il cambio di mentalità in questo senso e, mentre la Marine nationale aveva adottato già dal 1858 il revolver a spillo Lefaucheux Mle 1858, l'Armée de terre si orientò sul Chamelot Delvigne Mle 1873. Impiegata in tutte le campagne, in patria come in colonia, rimase in servizio ben oltre l'entrata in servizio della sua sostituta, il Revolver Mle 1892 in 8 × 27 mm, vedendo largo impiego durante la prima e la seconda guerra mondiale. Rimase in servizio con la Gendarmerie nationale fino al 1962.

### I Chamelot Delvigne italiani
Nei primi anni ‘70 del XIX secolo, il neonato Regno d'Italia, decise di adottare per tutte le Forze Armate una nuova rivoltella a percussione centrale in sostituzione dei vecchi revolver a spillo Lefaucheux Mle 1858. Nel 1874 per la commessa italiana, ordinata alla "Pirlot Frères" di Liegi, fu scelta la versione Mle 1872 svizzera camerato per la cartuccia da 10,35 mm ordinanza italiana. Successivamente fu fabbricata dalla fabbrica Officina Metallurgica Francesco Glisenti di Villa Carcina e dalla Regia Fabbrica d'Armi di Brescia.
Denominata ufficialmente Pistola a rotazione modello 1874 e conosciuta come Chamelot-Delvigne Mod. 1874, la distribuzione iniziò nel 1875 fino al 1888. L'inizio del tramonto di questo revolver si ebbe nel dicembre del 1886 quando Carlo Bodeo, aveva brevettato un sistema per modificare il revolver Mod. 1874 rendendolo più sicuro e smontabile anche senza attrezzi. Tale arma sarebbe diventata il famoso Bodeo Mod. 1889.
Il revolver Mod. 1874 ebbe un impiego operativo molto intenso e lungo. Fu usato durante le campagne coloniali, nella lotta al brigantaggio, fino alla prima guerra mondiale per la cavalleria, le truppe ausiliarie e per quelle dislocate in seconda linea. Durante la Repubblica Sociale Italiana, vista la penuria di armi, se pur in un quantitativo minimo, fu utilizzata dall'Esercito Nazionale Repubblicano e dal fronte opposto dai partigiani.

## Tecnica
La canna è in acciaio fucinato a sezione ottagonale rastremata esternamente, mentre l'anima ha 4 righe destrorse con passo di 250 mm. Inferiormente, sul lato destro della canna, è ricavata la parte anteriore del canale per la bacchetta di espulsione, mentre la parte posteriore è ricavata nel castello, al quale la canna è fissata per avvitatura.
Il castello è di tipo a "telaio chiuso", ovvero forma un solido telaio completamente chiuso intorno al tamburo. Esso forma un tutt'uno con l'impugnatura, anteriormente presenta la filettatura per la canna, il foro per l'albero del tamburo. Sul lato sinistro è presente il pulsante di sblocco dell'albero, fissato dalla sua molla esterna a lamina. Sul lato destro si trova lo sportello "Abadie" di caricamento del tamburo, che si apre all'indietro; sul lato opposto il tamburo è chiuso da un fondello fisso. La superficie sinistra del castello è amovibile tramite una cartella ad incastro. L'impugnatura ha un'intelaiatura piena, che termina con una coccia ovale con campanella per il porta-correggiolo; sul lato sinistro è fresato un incavo per la molla del cane; le guancette, in noce zigrinate, si fissano a destra tramite una vite, a sinistra ad incastro tra una linguetta della coccia e la cartella. Il ponticello è fissato ad incastro. L'albero del tamburo si inserisce nel castello, dove è fissato dall'apposito pulsante, e sporge per circa 3,5 cm sotto alla canna, dove termina con una testa zigrinata. La bacchetta d'espulsione, inserita in un canale sotto alla canna, presenta una superficie laterale che, se ruotata, permette di arretrare la bacchetta, perfettamente allineata con una delle camere del tamburo, per l'espulsione del bossolo spento.
Il tamburo è in acciaio fuso, lungo 34 mm con 44 mm di diametro, leggermente rastremato anteriormente, esternamente è liscio sul Mle 1873, mentre sul Mle 1874 presenta 6 scanalature ed ospita 6 camere di cartuccia.
Gli organi di mira sono costituiti da un mirino a lamina presso la volata della canna e da una tacca di mira fissa ricavata dal vivo del castello, vicino al foro per il percussore.

## Azione
L'arma è una rivoltella a doppia azione a percussione centrale.
Il cane, munito di cresta zigrinata e percussore fisso o avvitato, è collegato al grilletto da una catena di scatto a doppia azione formata da tirante, bocciolo e dente di scatto; quindi la trazione del grilletto provoca l'armamento del cane ed il suo rilascio, fermo restando la possibilità di armarlo manualmente agendo sulla cresta e sparare così in azione singola.

## Varianti

### Revolver d'ordonnance Mle 1872 e Mle 1872/78

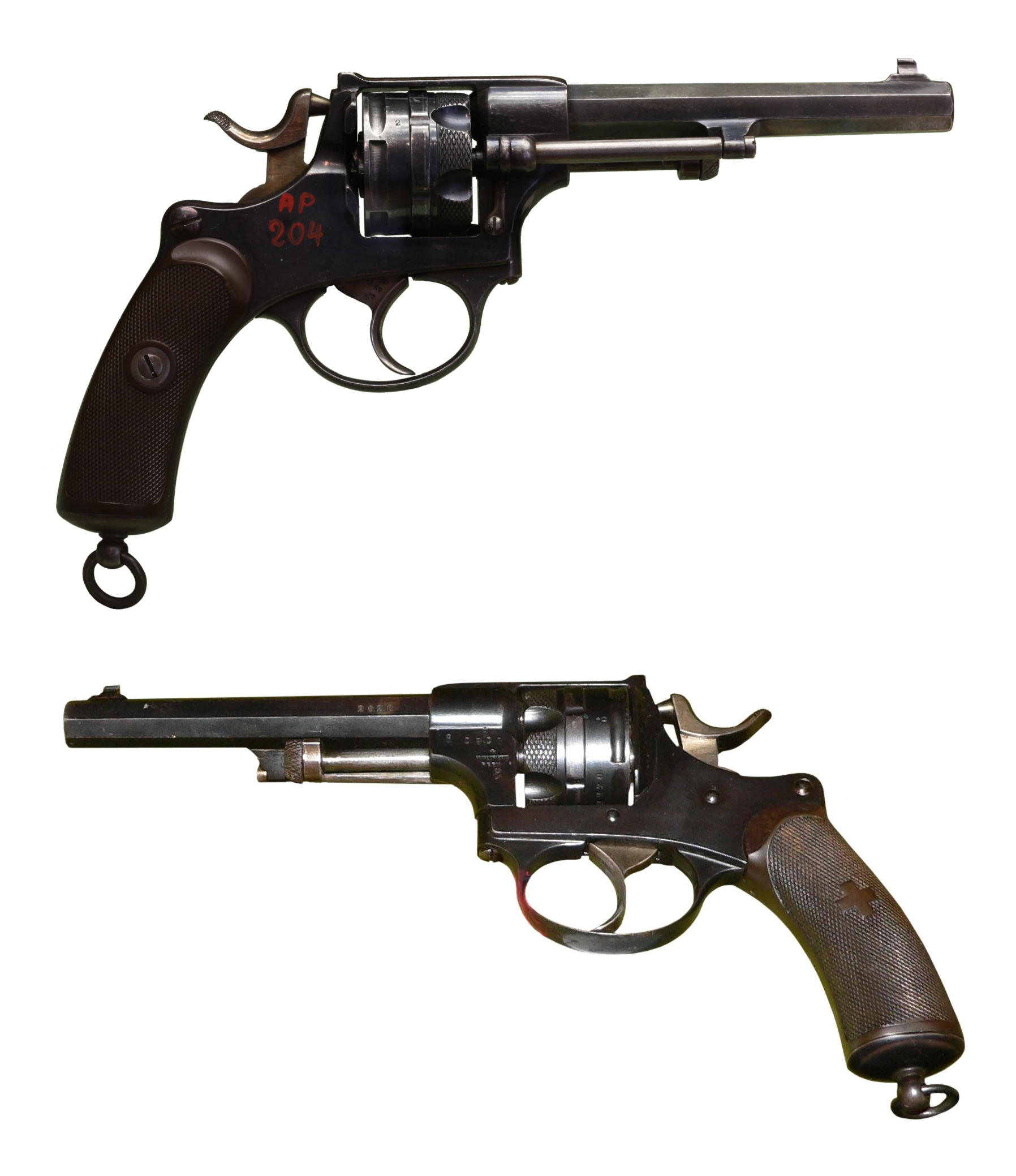
Revolver d'ordonnance Mle 1872/78 svizzero.

Il  modèle 1872 (Ordonnanzrevolver 1872 in tedesco) divenne ordinanza svizzera nel 1872. Nel 1878 verrà prodotta una versione a percussione centrale Revolver d'ordonnance modèle 1872/78, prodotta dalla "Waffenfabrik Bern".
- lunghezza: 280 mm
- lunghezza canna: 150 mm
- peso (scarica): 1,000 kg
- capacità tamburo: 6 cartucce
- calibro: 10,4 mm annulaire Suisse nel Mle 1872; 10,4 mm central Suisse nel Mle 1872/78.
- rigatura: 4 righe destrorse
- azione: doppia azione.

### Chamelot-Delvigne Mle 1873

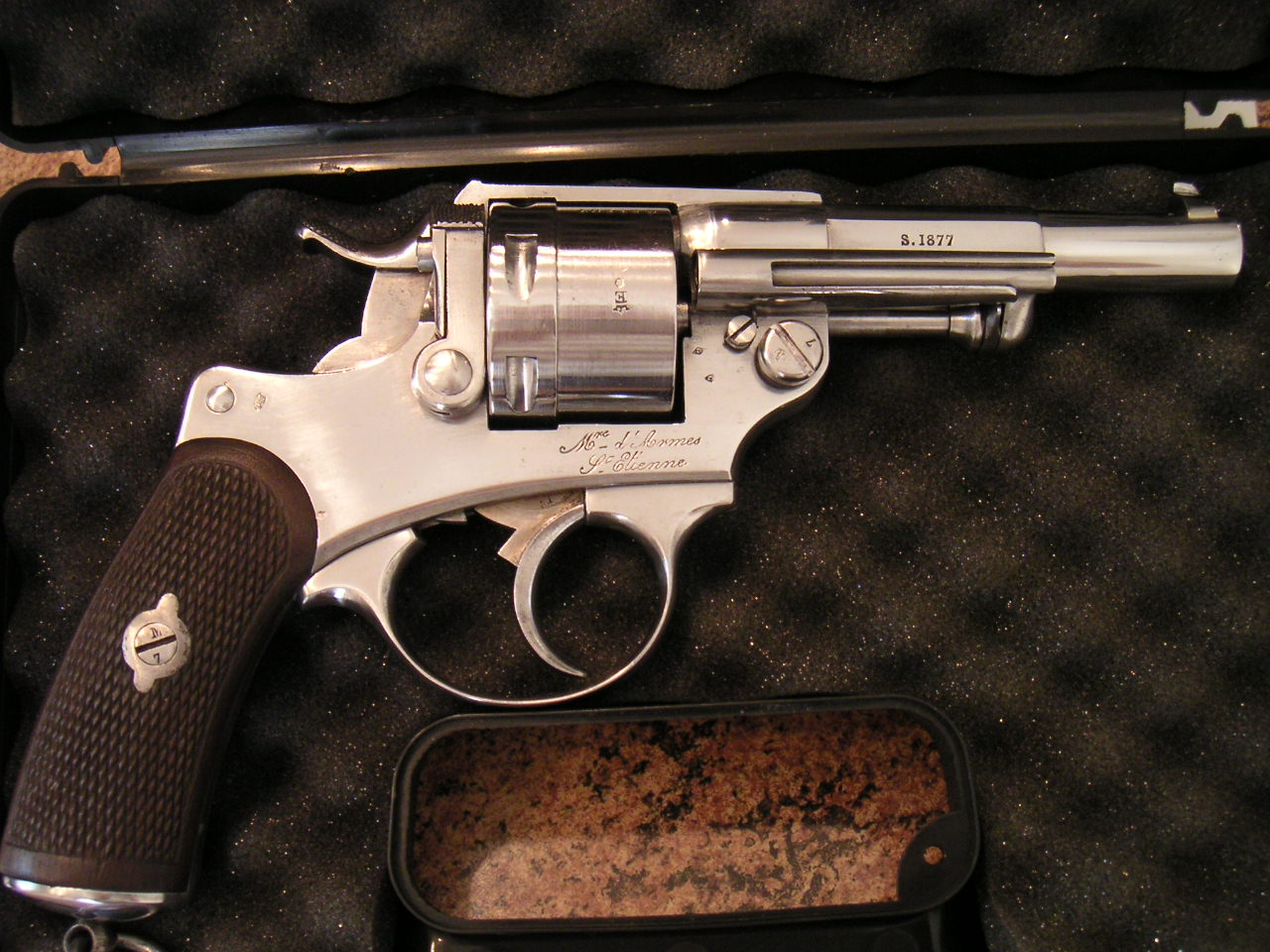
Un Chamelot-Delvigne Modèle 1873.

La prima versione prodotta, destinata ai sottufficiali ed alla truppa ed adottata, oltre che dall'Armée de terre, anche da Marine nationale, Gendarmerie nationale, Police nationale, personale della Banca di Francia e del ministero dell'interno francese. Questo modello fu acquisito, oltre che dal Regno d'Italia, anche dalla Svizzera, dai Paesi Bassi, Belgio e Grecia nei rispettivi calibri d'ordinanza, oltre ad essere vendute con successo sul mercato civile.
- lunghezza: 240 mm
- lunghezza canna: 115 mm
- peso (scarica): 1,04 kg
- capacità tamburo: 6 cartucce
- calibro: 11 × 17,8 mm R (11 mm Mle 1873 o 11 mm French Ordnance)
- rigatura: 4 righe destrorse
- azione: singola e doppia azione.

### Chamelot-Delvigne Mle 1874
Il Mle 1874 era destinato agli ufficiali di cavalleria. Presentava poche differenze; il tamburo, invece di essere liscio, presenta 6 scanalature, e le parti metalliche sono brunite invece che lasciate in bianco come nel modello per la truppa.
- lunghezza: 240 mm
- lunghezza canna: 110 mm
- peso (scarica): 1,08 kg
- capacità tamburo: 6 cartucce
- calibro: 11 × 17,8 mm R (11 mm Mle 1873 o 11 mm French Ordnance)
- rigatura: 4 righe destrorse
- azione: doppia azione.

### Pistola a rotazione mod. 1874
La Pistola a rotazione modello 1874 o anche Chamelot-Delvigne Mod. 1874 è il modello adottato dalle forze armate italiane. È molto simile al Mle 1872 svizzero, ma camerato per il calibro d'ordinanza italiano 10,35 × 20 mm. Si tratta di un'arma potente ma pesante, riservata quindi alle truppe di cavalleria, mentre per i Reali Carabinieri e la Regia Guardia di Finanza continuarono ad usare le Lefaucheux Mod. 1861.
- lunghezza: 290 mm
- lunghezza canna: 160 mm
- peso (scarica): 1,150 kg
- capacità tamburo: 6 cartucce
- calibro: 10,35 × 20 mm
- rigatura: 4 righe destrorse
- azione: doppia azione.

### Pistola a rotazione mod. 1874 corta
Questa pistola nasce nel 1888 per soddisfare l'esigenza di un'arma più compatta e leggera per le truppe appiedate. L'unica differenza rispetto al modello standard è la canna accorciata. A causa dell'entrata in servizio della Bodeo Mod. 1889, l'arma non ebbe seguito e la produzione si fermò a pochi esemplari.
- lunghezza: 244 mm
- lunghezza canna: 114 mm
- peso (scarica): 1,060 kg
- capacità tamburo: 6 cartucce
- calibro: 10,35 × 20 mm
- rigatura: 4 righe destrorse
- azione: doppia azione

### Pistola a rotazione modello "Glisenti"
La ditta bresciana Società Siderurgica Glisenti, che già produceva su licenza la Mod. 1874, realizzò questa rivoltella basata fedelmente sulla meccanica Chamelot Delvigne, ma dalle linee notevolmente modificate, che già prefigurano la Bodeo Mod. 1889. Venne adottata dal Corpo delle Guardie di Pubblica Sicurezza (riconoscibili dallo scudo sabaudo e la scritta "Ministero dell'Interno - Pubblica Sicurezza" sul lato destro del castello) e dalle Guardie Municipali del Comune di Firenze.
La canna esternamente è cilindrica, mentre diventa ottagonale solo davanti alla filettatura che l'avvita al castello. Il tamburo differisce soltanto per il foro centrale, più largo. Il castello dietro al tamburo ha un profilo più basso, meno pronunciato, mentre nella parte anteriore differisce notevolmente dalla Mod. 1874 in quanto manca il canale per la bacchetta ed il relativo pulsante di blocco; infatti la bacchetta, piuttosto sottile, scorre all'estremità superiore di un braccetto imperniato nella parte inferiore del castello. In posizione di riposo, il braccetto è perfettamente verticale sotto alla canna e la bacchetta è inserita nell'albero del tamburo, costituito da un cilindro cavo. Per passare in posizione di lavoro, si estrae la bacchetta dall'albero e si ruota il braccetto a destra, dove un piccolo fermo lo blocca in direzione della camera di scoppio e dello sportellino. Sul lato sinistro è presente la solita cartella, che riporta la scritta "M° Glisenti - Brescia". Il calcio è più inclinato e non presenta curvatura; è costituito da un telaio vuoto, senza coccia terminale, con guancette zigrinate in noce fissate da una vite passante. Il grilletto, come sulla Bodeo Mod. 1889 è pieghevole.
- lunghezza: 240 mm
- lunghezza canna: 113 mm
- peso (scarica): 0,800 kg
- capacità tamburo: 6 cartucce
- calibro: 10,35 × 20 mm
- rigatura: 4 righe destrorse
- azione: doppia azione